# George A. Olah
George Andrew Olah (maďarsky Oláh György; 22. května 1927 Budapešť – 8. března 2017) byl americký chemik maďarského původu. V roce 1994 obdržel Nobelovu cenu za chemii za příspěvek k chemii karbokationtů.

## Život
Olah studoval a později vyučoval na univerzitě, dnes známé jako Budapešťská univerzita technologie a ekonomie. Po Maďarské revoluci v roce 1956 odešel i s rodinou do Anglie a následně do Kanady, kde pracoval ve společnosti Dow Chemical ve městě Sarnia v provincii Ontario.
Olahova přelomová práce v oboru karbokationtové chemie začala během jeho zaměstnání v Dow Chemical. Roku 1965 se vrátil na Univerzitu Case Western Reserve a roku 1977 na Univerzitu jižní Kalifornie. V roce 1971 se stal naturalizovaným občanem Spojených států.
Olah byl profesorem na Univerzitě jižní Kalifornie a ředitelem Lokerova institutu výzkumu uhlovodíků. V roce 2005 napsal esej propagující „metanolovou ekonomiku“.

## Práce
- George Andrew Olah et al., Onium Ions, Wiley, 1998.
- George Andrew Olah, A Life of Magic Chemistry, John Wiley & Sons, 2001.
- George Andrew Olah a A. Molnar, Hydrocarbon Chemistry, 2. Aufl., Wiley, 2003.
- George Andrew Olah a G. K. Surya Prakash, Carbocation Chemistry, Wiley, 2004.
- George Andrew Olah, A. Goeppert a Surya Prakash, Beyond Oil and Gas: The Methanol Economy, Wiley-VCH, 2005.